# 凱日馬羅克區

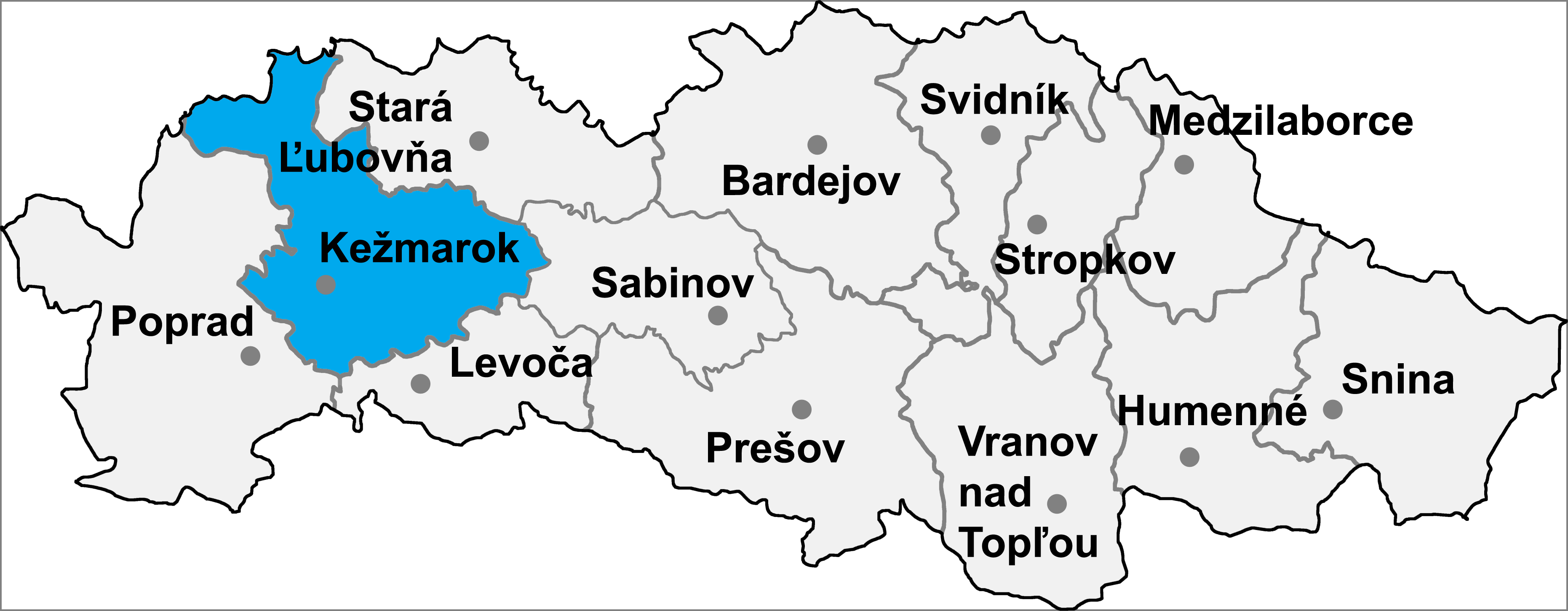
凯日马罗克区普雷绍夫州的位置

凯日马罗克区是斯洛伐克普雷绍夫州西北部的区份。总面积840平方公里，总人口71 947（2013年12月31日），人口密度114人/平方公里。